# Flomena Chepchirchir

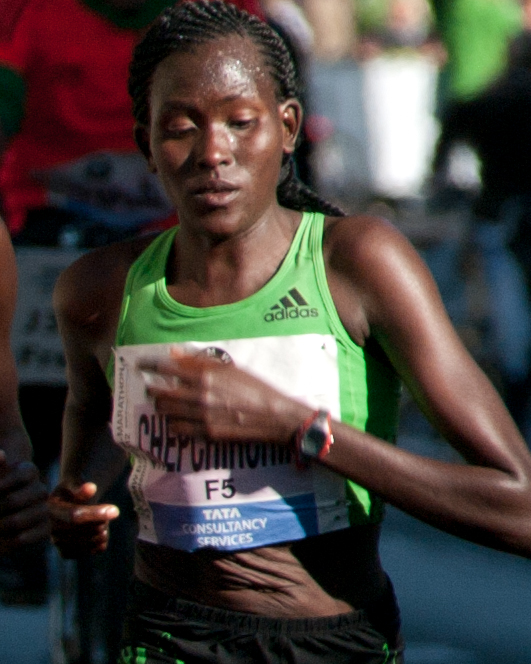
Flomena Chepchirchir beim Berlin-Marathon 2012

Flomena Chepchirchir (* 1. Dezember 1981) ist eine kenianische Langstreckenläuferin, die sich auf Straßenläufe spezialisiert hat.
2002 gewann sie die Cursa Bombers und 2002 sowie 2003 den Saragossa-Halbmarathon.
2006 siegte sie beim Stadsloop Appingedam und wurde Vierte beim Great Scottish Run. Im Jahr darauf folgten Siegen beim Halbmarathonbewerb des Utrecht-Marathons, bei den 25 km von Berlin und beim Zwolle-Halbmarathon ein zweiter Platz beim Alsterlauf und ein vierter Platz beim Dam tot Damloop. 
2008 gewann sie den Venloop und den Zwitserloot Dak Run, verteidigte ihre Titel in Utrecht und Zwolle, wurde Zweite bei den 25 km von Berlin und Vierte beim Great Scottish Run.
Zum Auftakt der Saison 2011 gelang ihr ein Leistungssprung beim CPC Loop Den Haag, den sie in 1:09:06 h gewann. Nach einem dritten Platz beim Rabat-Halbmarathon siegte sie erneut bei den 25 km von Berlin und in Zwolle. Einem zweiten Platz beim Stadsloop Appingedam und einem dritten Platz bei Kärnten läuft folgte ein Sieg beim Great Scottish Run. Bei ihrem Debüt über die 42,195-km-Distanz wurde sie Dritte beim Frankfurt-Marathon.
2012 wurde sie Vierte beim Egmond-Halbmarathon, Zehnte beim Seoul International Marathon und Zweite beim Prag-Marathon. Einem Sieg beim Lille-Halbmarathon folgte ein vierter Platz beim Berlin-Marathon.
2013 gelang ihr nach einem zweiten Platz beim Egmond-Halbmarathon in Seoul ihr erster Sieg über die Marathondistanz. Beim Zwolle-Halbmarathon wurde sie Dritte, beim Dam tot Damloop und beim Frankfurt-Marathon jeweils Zweite.
Flomena Chepchirchir ist 1,65 m groß und wiegt 43 kg. Sie lebt in Embu und wurde von Volare Sports betreut.

## Bestzeiten
- 10-km-Straßenlauf: 31:49 min, 22. September 2013, Zaandam (Zwischenzeit)
- Halbmarathon: 1:08:06 h, 1. September 2012, Lille
- 25-km-Straßenlauf: 1:23:22 h, 8. Mai 2011, Berlin
- Marathon: 2:23:00 h, 27. Oktober 2013, Frankfurt am Main